# 大呂訥山

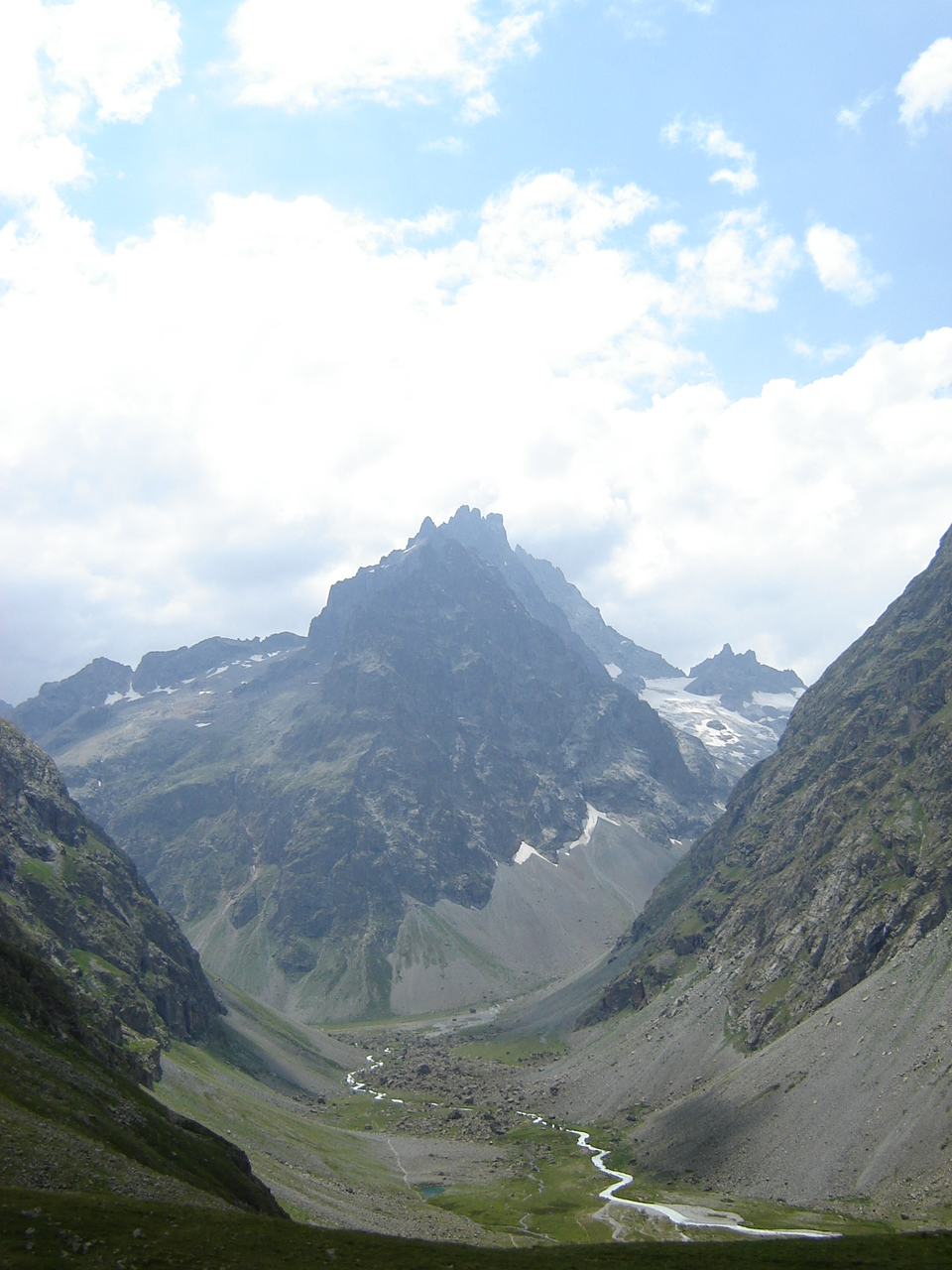

44°58′02″N 6°19′47″E / 44.9671°N 6.3296°E
大呂訥山（法語：Grande Ruine），是法國的山峰，位於該國東南部，由上阿爾卑斯省負責管轄，屬於多芬阿爾卑斯山脈中埃克蘭山的一部分，海拔高度3,765米，每年平均降雨量1,410毫米。